# وینی وینسنت

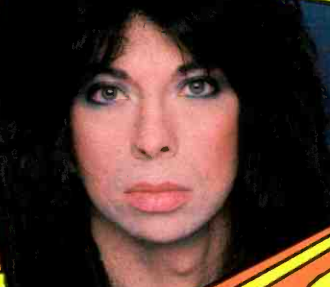

وینسنت جان کوزانو (بریجپورت، کانکتیکات، ۶ اوت ۱۹۵۲)، که بیشتر با نام وینی وینسنت شناخته می‌شود، خواننده، گیتاریست و ترانه‌سرا آمریکایی هارد راک و گلم متال است که به این شهرت دارد که (اگر چه برای مدت کوتاهی) گیتاریست اصلی گروه موسیقی بوده‌است.

## زندگی‌نامه
قبل از پیوستن به گروه کیس، او در گروه‌های مختلفی از جمله Hunter, Warrior, Hitchhikers و Heat حضور داشت. او که مصمم به رشد در موسیقی بود و می‌دانست که نمی‌تواند در کانکتیکات پیشرفت کند، تصمیم گرفت در سال ۱۹۸۲ به همراه همسر سابقش (آنماری کوزانو) و دختران دوقلویشان (الیزابت و جسیکا) که در ۳۰ سپتامبر ۱۹۸۲ به دنیا آمدند به لس آنجلس نقل مکان کنند او شروع به همکاری با فلیکس کاوالیر کرد، که مجذوب نوازندگی او، تصمیم گرفت گروهی به نام Treasure تشکیل دهد و از او دعوت کرد تا گیتاریست شود. تنها آلبوم او به نام گنج در سال ۱۹۷۷ منتشر شد. خیلی موفق نبود، بنابراین گروه منحل شد. به دنبال آن، وینی با لورا نایرو در حال نواختن گیتار بر روی برخی از آهنگ‌های او کار کرد و با دن هارتمن به تور پرداخت. او چند آهنگ را برای آلبوم دیسکو «بازپخش فوری» ضبط کرد. در همان زمان، او برای برخی از سریال‌های تلویزیونی آهنگسازی می‌کرد تا بتواند هزینه دموهایی را که با استفاده از کاور لتر ضبط می‌کرد، بپردازد. او دوباره با فلیکس کاوالیر در آلبوم «قلعه‌ها در هوا» (۱۹۷۹) با نواختن برخی از آهنگ‌های آلبوم و آهنگسازی تک‌نوازی به کار بازگشت.